# 질주 (1997년 드라마)
《질주》는 1997년 9월 1일부터 1997년 9월 30일까지 방송했던 KBS 2TV 월화 드라마로 국내 최초 경마 드라마로 화제를 모았는데 한국마사회의 전폭적인 지원을 받았다.
하지만 교양국 출신 임기준 PD가 본격적으로 미니 시리즈 드라마를 연출했던 탓인지 KBS 2TV 월화 드라마 《스타》가 그랬던 것처럼 시청률이 10% 안팎에 머무르자 14부작에서 4부 축소된 10부작으로 조기 종영됐다.
아울러 1997년 9월 16일에는 추석 특선 영화 《스페셜리스트》 편성으로 결방됐고 전날 5 ~ 6회 연속 방송됐다.

## 방송 시간
| 방송 채널 | 방송 기간                        |
| --------- | -------------------------------- |
| KBS 2TV   | 1997년 9월 1일 ~ 1997년 9월 30일 |

## 등장 인물
- 김정현 : 경마 기수 김정우 역
- 김규리 : 말 주인 채윤영 역
- 김광필 : 윤영의 남자친구 박현도 역
- 유혜정 : 윤영의 친구인 승마 선수 윤미라 역
- 강성민 : 정우의 라이벌 기수인 장한수 역
- 이현경 : 경마 전문 기자 주영미 역
- 박준규
- 변희봉
- 양택조
- 오욱철
- 유혜리
- 남포동
- 이춘교
- 옥소리
- 이효정
- 유태술
- 송민형
- 신귀식
- 김호영
- 정동환
- 문회원
- 김병세
- 이희도
- 신소미
- 강경헌
- 박상욱
- 이주현
- 김애란
- 김여랑
- 김주호
- 민재희
- 이은주
- 이칸희
- 강성진
- 구자미
- 구본영
- 박철
- 강우경
- 김서형

## 참고 사항
- 당초 MBC 월화 드라마 《걸어서 하늘까지》로 인기를 모은 김경형 작가가 극본 담당이었으며[4] 김규리가 분한 채윤영 역은 당초 윤손하가 낙점됐다.
- 하지만, 윤손하가 MBC 월화 드라마 《영웅반란》에 캐스팅하면서 출연을 포기하는 바람에 김규리가 대타로 들어갔으며[5] 이 과정에서 윤손하는 KBS 측으로부터 항의를 받았다[6].
- 김규리가 채윤영 역을 맡으면서 김광필(윤영의 남자친구 박현도), 유혜정(윤영의 친구인 승마 선수 윤미라)[7], 고교생 탤런트 강성민(정우의 라이벌 기수인 장한수) 등이 캐스팅 됐는데 이 과정에서 김경형 작가 대신 MBC 월화 드라마 《질투》 등을 집필했던 최연지 작가, 김보정 작가가 공동 집필[2]로 변경됐다.
- 그러나 유혜정이 배역 성격과 촬영 스케줄이 맞지 않아 출연을 포기했고[8] MBC 공채 탤런트 출신 이현경을 캐스팅하는 과정에서 MBC 측과 한때 마찰을 빚었다.
- 이런 혼란 탓인지 앞에서 본 것처럼 시청률이 10% 안팎에 머물렀고 이 때문에 14부작에서 4편 축소된 10부작으로 조기 종영되는 수모를 겪었다.
- 이효정은 《질주》와 같은 시간에 방송된 SBS 월화 드라마 《여자》에 겹치기 출연한 바 있었는데 《질주》는 당초 1997년 9월 말 1회가 나갈 예정이었으며 SBS 월화 드라마 《여자》는 1997년 9월 말 종영 예정이었다[9].
- 하지만 《질주》가 KBS 2TV 월화 드라마 《스타》 조기 종영으로 1997년 9월 초 시작하는 바람에 이효정은 본의 아니게 SBS 월화 드라마 《여자》와 겹치기 출연하는 신세가 됐다[9].